# Emil Ulbricht
Ernst Emil Ulbricht (1864-1900) fue un deportista estadounidense que compitió en ciclismo en la modalidad de pista. Ganó una medalla de bronce en el Campeonato Mundial de Ciclismo en Pista de 1893, en la prueba de medio fondo.

## Medallero internacional
| Campeonato Mundial | Campeonato Mundial       | Campeonato Mundial | Campeonato Mundial |
| Año                | Lugar                    | Medalla            | Competición        |
| ------------------ | ------------------------ | ------------------ | ------------------ |
| 1893               | Chicago (Estados Unidos) | Medalla de bronce  | Medio fondo (A)    |